# Liste der Monuments historiques in Saint-Louis-de-Montferrand
Die Liste der Monuments historiques in Saint-Louis-de-Montferrand führt die Monuments historiques in der französischen Gemeinde Saint-Louis-de-Montferrand auf.

## Liste der Bauwerke
| Bezeichnung             | Beschreibung | Standort | Kennzeichnung | Schutzstatus | Datum | Bild |
| ----------------------- | ------------ | -------- | ------------- | ------------ | ----- | ---- |
| Le Bousquet             |              | (Lage)   | PA00083763    | Inscrit      | 1966  |      |
| Schloss Peyronnet       |              | (Lage)   | PA33000089    | Inscrit      | 2005  |      |
| Domaine d'Alty          |              | (Lage)   | PA00083761    | Inscrit      | 1965  |      |
| Domaine de la Seiglière |              | (Lage)   | PA00083762    | Inscrit      | 1987  |      |
| Gebäude Margarance      |              | (Lage)   | PA00083764    | Inscrit      | 1966  |      |
| La Palanque             |              | (Lage)   | PA00083765    | Inscrit      | 1966  |      |

## Liste der Objekte
- Monuments historiques (Objekte) in Saint-Louis-de-Montferrand in der Base Palissy des französischen Kultusministeriums